# TIME LINE
TIME LINE（タイムライン）は、TOKYO FMで2010年4月1日から2018年9月27日まで放送されていたラジオ番組。

## 概要
TOKYO FMの開局40周年に伴う番組改編により2010年4月にスタートした「JOGLIS+」（19:00 - 20:00）の中で内包コーナーとしてスタートし、同年10月に夕方枠が再び改編され、内包コーナーから独立した。「今日のニュースと考えるヒント」をキーワードに1日のニュースを紐解く（2012年3月まで頭に「○○分(番組時間)でわかる」を付けていた）。番組の内容は、まずは「TIME LINE」の名のまま、その日のニュースを時系列（タイムライン）ごとに紹介。一部のニュースは各パーソナリティのコメントが入る。その後はニュースをパーソナリティ独自の目線で紹介する。
なお、内包コーナーがそのまま情報番組とし独立するのは2008年秋に同じ形で独立し、2009年春に終了した「Bible」と似通っている。同一趣旨の番組は2001年よりJ-WAVEで『Jam the WORLD』の放送が開始されている。これまでは20時スタートだったため時間の競合もなかったが、2017年10月の改編で19時スタートとなったため、競合相手となっている。
2018年9月3日の放送中に、同月末を以って番組終了となることが発表され、9月27日をもって終了。
当番組終了から1年半後の2020年3月30日より『TOKYO SLOW NEWS』が放送開始。これによりTFMの平日夜のニュース番組が復活した。

### テーマ曲
- エディヒギンズトリオ「Speak Low」(2017年4月現在)

## パーソナリティ
進行アナウンサー
- （月・火）今井広海（TOKYO FMアナウンサー）
- （水・木）古賀涼子（TOKYO FMアナウンサー）

※2015年10月1日までは今井アナウンサーが全曜日を担当
ゲストパーソナリティー
| 期間                  | 月曜日         | 火曜日             | 水曜日             | 木曜日    |
| --------------------- | -------------- | ------------------ | ------------------ | --------- |
| 2010年4月 - 2015年3月 | 星浩、島田雅彦 | 岸博幸             | 上杉隆             | 伊藤洋一  |
| 2015年4月 - 2018年9月 | 佐々木 俊尚    | 速水健朗、古谷経衡 | ちきりん、飯田泰之 | 小田嶋 隆 |

## 放送時間

### 過去の放送時間
- 19:10 - 19:30（2010.04 - 09）

JOGLIS+（19:00-20:00）に内包
- 19:00 - 19:30（2010.10 - 2011.03.10）
- 19:00 - 22:00（2011.03.14 - 03.31）

※19:30以降は「報道特別番組」という名目での放送であるが、実際は「TIME LINE」の拡大版である。また、期間限定でJFN系列局へもネットされた。以下も参照。
- 18:45 - 19:45（2011.04.04 - 2012.03.29）
- 18:55 - 19:45（2012.04.02 - 2012.06.28）
- 18:55 - 19:54（2012.07.02 - 2014.03.31）
- 19:00 - 19:54（2014.04.01 - 2015.03.31）
- 19:00 - 19:52（2015.04.01 - 2018.09.27）

## スピンオフ番組
『TIME LINE』のコーナーである「書考空間」のスピンオフ番組を木曜深夜に放送していた。

### TIME LINE BOOKSTORE 書考空間midnight
TIME LINE BOOKSTORE 書考空間midnight（タイムライン・ブックストア しょこうくうかんミッドナイト）は木曜深夜26:30 - 27:00に放送していた番組。ナビゲーターはTOKYO FM 古賀涼子アナウンサー。論客（番組ゲスト）の考え方や発言には、どんな本が影響しているのかをのぞき見していく。
外部リンク
- TIMELINE BOOKSTORE 書考空間midnight[リンク切れ]

### ブルボン小林のコミック末端通信
ブルボン小林のコミック末端通信（ぶるぼんこばやし - こみっくまったんつうしん）は2013年2月14日から放送していた番組。木曜深夜27:00 - 28:00に放送しているパーソナリティはコラムニストのブルボン小林、アシスタントは漫画ライターの門倉紫麻。
「書考空間」がコミックや漫画好きのリスナーに送る、漫画の真の魅力に迫る番組。
外部リンク
- TOKYO FM ブルボン小林のコミック末端通信

## 特別番組

### 選挙特番『列島タイムライン』
2010年の放送開始以降、国政選挙の開票特番を『列島タイムライン』として放送するほか、都政選挙も当番組の冠を関して放送する。
- JFN 参院選スペシャル 列島タイムライン7・11…2010年7月11日に行われた衆議院議員選挙の特別番組。この番組の選挙特番である。
- 2012年衆議院選挙特別番組 列島タイムライン…2012年12月16日に行われた衆議院議員選挙の特別番組。

22:00-23:55 Part1 2012年衆議院選挙特別番組 列島タイムライン-開票スペシャル島田雅彦・村田睦
翌0:00-2:00 Part2 2012年衆議院選挙特別番組 列島タイムライン-ニッポンの行方  伊藤洋一・今井広海
- 『参議院選挙特別番組 列島タイムライン』…2013年7月21日執行、参議院議員選挙の特別番組。

22:00 - 翌0:00 PARTI・開票スペシャル　　上杉隆、古賀涼子
翌0:00-2:00　 PARTII・目を離すな!新政権 2020年からの手紙　伊藤洋一、今井広海
- 2014年衆議院選挙特別番組 列島タイムライン』…2014年12月14日に行われた衆議院議員選挙の特別番組。

20:00-20:30　〔第一部〕〜開票スペシャル〜　鈴木晶久
　23:30 - 翌0:30　〔第二部〕―“ありのまま”でいいのか、ニッポン― 上杉隆、今井広海
- 2016年 参議院議員選挙 特別番組 列島タイムライン」…2016年7月10日執行、参議院議員選挙の特別番組。

20:00-20:30 第1部 開票速報 佐々木利尚、古賀涼子
22:00-23:55 第2部 明日への判断 出演:速水健朗、飯田泰之、古賀涼子
翌0:00-1:00 第3部 SCHOOL OF LOCK! 18歳からの選挙権スペシャル 出演:とーやま校長、あしざわ教頭、原田謙介、椎木里佳
- TIMELINE 都議選スペシャル〜そして東京はこう変わる〜…2017年7月2日執行、東京都議会議員選挙の特別番組。

翌0:30-1:00
- 2017年衆議院議員総選挙 特別番組『列島タイムライン』[4]…2017年10月22日執行、衆議院議員選挙の特別番組。

20:00-20:05　＜プロローグ＞
21:00-23:55　＜第1部　私たちが選ぶニッポンの今＞速水健朗、たかまつなな、柿崎明二、古賀涼子
翌0:00-2:00　＜第2部　Think About NIPPON＞堀内貴之、マンボウやしろ、橋詰邦弘